# عتبة بن ربیعه
عُتبَه بن ربیعه (به عربی: عتبة بن ربيعة بن عبد شمس) پدر زن ابوسفیان (پدر هند همسر ابوسفیان) و پدر بزرگ معاویه و پسرعموی حرب بن امیة (پدر ابوسفیان) است.
عتبه بن ربیعه در جنگ بدر به دست حمزة بن عبدالمطلب کشته شد.
معن بن اوس، عتبة بن ربیعه، عامر بن ظرب و لقیط بن زراره از شاعران پیش از اسلام هستند که نمونه رفتار نیک آنها نسبت به دخترانشان بیان شده است.
ابوحذیفة بن عتبه و ولید بن عتبه فرزندان او بودند.